# Admiraliteit van het Noorderkwartier

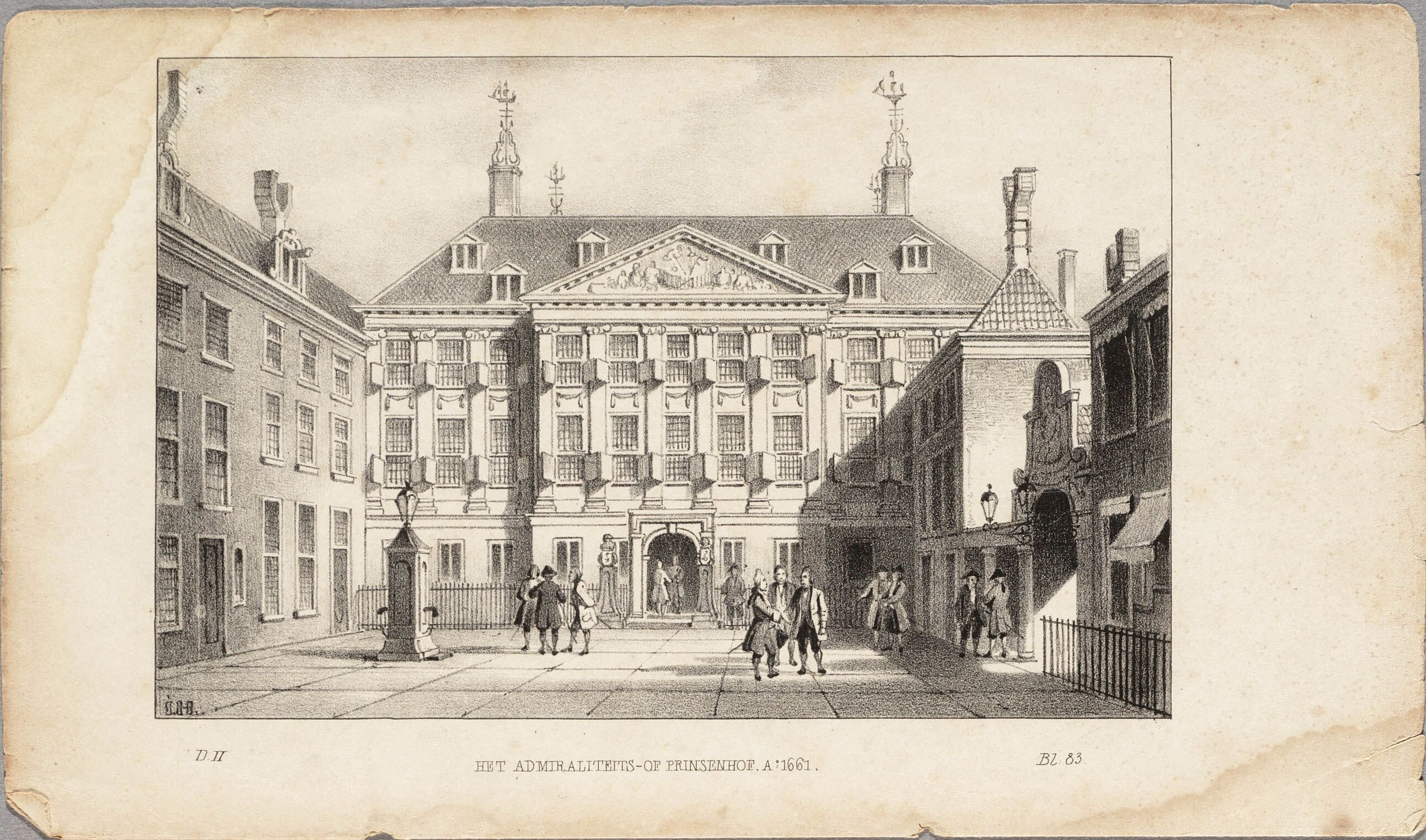
Het admiraliteitskantoor aan de Prinsenhof te Hoorn in 1661 (Westfries Museum)

De Admiraliteit van het Noorderkwartier ook wel Admiraliteit van West-Friesland en het Noorderkwartier was de Admiraliteit van het Noorderkwartier, dat wil zeggen Holland ten noorden van het IJ.
Het werd opgericht op 6 maart 1589 bij resolutie van de Staten-Generaal, bij besluit van stadhouder Maurits van Nassau, de latere prins van Oranje. De admiraliteit was gevestigd te Hoorn en vanaf 1597 om de drie maanden ook in Enkhuizen. Voor de instelling werd een nieuw kantoorgebouw tussen het Kerkplein en de Gravenstraat gebouwd. Na de opheffing van de admiraliteit in 1795 werd het gebouw stapsgewijs gesloopt. Van het complex bleef alleen het Admiraliteitspoortje over. Dit poortje staat op de tekening hiernaast mogelijk geheel rechts afgebeeld.
Het Admiraliteitscollege bestond uit elf leden: zes uit Holland en vijf uit de gewesten Zeeland, Gelderland, Utrecht, Overijssel en Friesland.

## Beroemde vlootvoogden van de Admiraliteit van het Noorderkwartier en hun benoeming
- Gerard Callenburgh: viceadmiraal (1689)
- Filips van Dorp: waarnemend-luitenant-admiraal (1629)
- Pieter Florisse: schout-bij-nacht (1652); viceadmiraal (1653)
- Willem Joseph van Ghent: luitenant-admiraal (1666)
- Piet Heyn: luitenant-admiraal (1629)
- Albert Cornelisz 't Hoen:
- Govert 't Hoen: schout-bij-nacht (1666)
- Jan Meppel: viceadmiraal (1659)
- Egbert Pietersz Quispel: vlaggenkapitein Frederick Stachouwer
- Willem Bastiaensz Schepers: luitenant-admiraal (1673)
- Volckert Schram: schout-bij-nacht (1664); viceadmiraal (1664)
- Frederick Stachouwer: schout-bij-nacht (1665)
- Thomas Tobias: vlaggenkapitein (?)
- Cornelis Tromp: viceadmiraal (1665)
- David Vlugh: schout-bij-nacht (1666)

## Slag bij Kijkduin
In 1673 vond er een grote zeeslag plaats bij Kijkduin, en was het laatste grote gevecht van de Derde Engels-Nederlandse Oorlog.
Hier een overzicht van deelnemende schepen en kapiteins van de Admiraliteit van Noorderkwartier:
Linieschepen:
- Pacificatie 76 (Cornelis Bakker)
- Jupiter 42 (Pieter Bakker)
- Gelderland 45 (Maarten de Boer)
- Eenhoorn 70 (schout-bij-nacht Jan Janszoon Dick)
- Westfriesland 78 (Jan Heck)
- Wapen van Nassau 58 (Pieter Karseboom)
- Wapen van Alkmaar 63 (Jan Krook)
- Wapen van Enkhuizen 72 (Leendert Kuiper)
- Justina van Nassau 66 (Jan Gerritszoon van Muis)
- Noorderkwartier 60 (Jacob Roos)
- Prins van Oranje 64 (Claes Corneliszoon Valehaen)
- Wapen van Medemblik 44 (Hendrik Visscher, gesneuveld)
- Caleb 50 (Claes Pietersz Wijnbergen)

Branders:
- Vis (Harmen de Boer)
- Catharina 2 (Pieter Sievertszoon Bouckertsen)
- Witte Mol 4 (Hendrik Munt)